# Sheb Wooley
Shelby Fredrick „Sheb“ Wooley (* 10. April 1921 in Erick, Oklahoma; † 16. September 2003 in Nashville, Tennessee) war ein US-amerikanischer Country-Musiker, Songwriter und Filmschauspieler. Sein größter Hit war The Purple People Eater aus dem Jahr 1958. Unter dem Namen Ben Colder machte er außerdem Karriere im Comedy-Bereich.

## Leben

### Kindheit und Jugend
Sheb Wooley wurde 1921 in Erick geboren und wuchs in ärmlichen Verhältnissen im ländlichen Oklahoma auf. Seine Eltern bewirtschafteten eine kleine Farm, deren Ernte jedoch oft durch das widrige Wetter zunichtegemacht wurde. Wooley begeisterte sich schon früh für das Reiten und nahm, noch bevor er zehn Jahre alt war, an Rodeos teil. Ein weiteres Hobby war die Musik; seine erste Gitarre bekam er von seinem Vater geschenkt, die dieser gegen ein Gewehr getauscht hatte. In der High-School war Wooley Mitglied einer Country-Band. Da er jedoch zunächst in der Musik keine Perspektive sah, arbeitete er als Schweißer auf den Ölfeldern in Oklahoma.
In Aussicht auf ein besseres Leben zog Wooley wie viele andere nach Kalifornien. Dort arbeitete er als Orangenpflücker auf einer Plantage, wobei er von seinem Gehalt gerade seine Nahrung kaufen konnte. Kurze Zeit später heiratete er Melba Miller, die Schwester des späteren Countrystars Roger Miller. Da er wegen einer Verletzung als Kind beim Rodeo nicht am Zweiten Weltkrieg teilnehmen konnte, der zu der Zeit ausbrach, arbeitete er in verschiedenen Rüstungsfabriken.

### Anfänge
1945 geriet er in Nashville zufällig an die kleine Plattenfirma Bullet Records. Dort nahm er seine erste wenig erfolgreiche Platte auf. Sie wurde im Studio des Radiosenders WSM aufgenommen, dem Sender, der die Grand Ole Opry ausstrahlt. Die Leitung der Opry hatte aber zu der Zeit kein Interesse an Wooley. Stattdessen trat er bei dem kleineren Radiosender WLAC auf, wofür er aber keine Bezahlung erhielt. Ein Jahr später zog Wooley nach Fort Worth in Texas, kurz darauf wieder nach Kalifornien, wo er mit Hilfe eines Freundes, der bei WSM arbeitete, Mitglied der Hill & Range-Songwriters-Vereinigung wurde. Durch diese Vereinigung kam er an das gerade neu gegründete Label MGM Records, das den damaligen Superstar der Country-Musik Hank Williams unter Vertrag hatte. 
In der Hoffnung auf eine Karriere als Schauspieler nahm Wooley Schauspielunterricht. Zu seiner großen Überraschung hatte er Erfolg; seine erste Rolle erhielt er 1950 in Errol Flynns letztem Western Herr der rauhen Berge. Danach war er in vielen weiteren Filmen (insbesondere Western) zu sehen, etwa in Mit stahlharter Faust (1955), Giganten (1956) und im Western-Klassiker Zwölf Uhr mittags (1952) als einer der drei Handlanger des Schurken Frank Miller.

### Durchbruch
Während er seine Karriere als Schauspieler fortführte, nahm er parallel regelmäßig Platten auf. 1955 schrieb er den Song Are You Satisfied für Rusty Draper, der damit einen Hit landete. Seinen ersten großen Hit hatte Wooley drei Jahre später mit Purple People Eater, der in den Pop-Charts Platz eins belegte. Insgesamt verkauften sich über drei Millionen Exemplare. Der Titel ist eine Parodie auf die damalige Pop-Kultur und die einsetzende Begeisterung für zumeist realitätsferne Gruselfilme. Jedoch hatte Wooley mit seiner Plattenfirma zu kämpfen, die den Song für „zu gewagt“ hielt und ihn deshalb nicht veröffentlichen wollte. Schließlich wurde er zu einer der erfolgreichsten Titel in der Geschichte von MGM Records.
Seinen nächsten Hit hatte Wooley erst 1962 mit That’s My Pa. Ab 1959 spielte er in der Westernserie Tausend Meilen Staub an der Seite von Eric Fleming und Clint Eastwood die Rolle des Pete Nolan. Außerdem nahm er den gleichnamigen Titelsong auf, den Frankie Laine in der Originalversion gesungen hatte, zusammen mit einem Album mit Cowboy-Songs. Beides verkaufte sich aber nur schleppend. Den Song Don’t Go Near the Indians, von Lorene Mann geschrieben und den er auch aufnehmen wollte, behielt sich die Plattenfirma für Rex Allen vor, der damit großen Erfolg hatte. Frustriert über diese ablehnende Geste schrieb Wooley die Parodie Don’t Go Near the Eskimos und spielte diese unter dem Pseudonym Ben Colder ein.
Ben Colder entwickelte sich von einem Pseudonym zu einer eigenständigen, ständig betrunkenen Figur. Für Ben Colder erhielt Wooley 1969 den Titel „Best Comedian of the Year“. Als im selben Jahr die Country-Comedy-Serie Hee Haw auf Sendung ging, wurde Wooley als Songwriter für die Songs der Sendung und als Showact engagiert. Zudem hatte er weitere Hits, unter anderem Almost Persuaded No. 2. Seinen letzten Titel mit guter Chartplatzierung erreichte er 1971. In Film und Fernsehen war er nach Beginn der 1970er-Jahre ebenfalls seltener zu sehen, eine seiner letzten Filmrollen hatte er 1986 an der Seite von Gene Hackman in dem Film Freiwurf.
1998 wurde bei ihm Leukämie diagnostiziert, an deren Folgen Sheb Wooley im September 2003 im Alter von 82 Jahren in Nashville starb.

### Wilhelmsschrei
Sheb Wooley wird für die Stimme des sogenannten Wilhelmsschreis gehalten.

## Diskografie (Alben)
als Sheb Wooley:
- 1956: Sheb Wooley (MGM)
- 1956: Blue Guitar
- 1958: The Purple People Eater
- 1962: That’s My Pa & That’s My Ma
- 1963: Tales of How the West Was Won
- 1965: It’s a Big Land
- 1969: Warm and Wooley

als Ben Colder:
- 1963: Spoofing the Big Ones
- 1966: Big Ben Strikes Again
- 1967: Wine Women & Song

## Filmografie (Auswahl)
- 1950: Herr der rauhen Berge (Rocky Mountain)
- 1951: Trommeln des Todes (Apache Drums)
- 1951: Meuterei im Morgengrauen (Inside the Walls of Folsom Prison)
- 1951: Tödliche Pfeile (Little Big Horn)
- 1951: Das letzte Fort (Fort Worth)
- 1951: Die Teufelsbrigade (Distant Drums)
- 1952: Die schwarzen Reiter von Dakota (Bugles in the Afternoon)
- 1952: Zwölf Uhr mittags (High Noon)
- 1952: Das Tor zur Hölle (Hellgate)
- 1952: Arena der Cowboys (The Lusty Men)
- 1952: Der Löwe von Arizona (Toughest Man in Arizona)
- 1953–1955: The Adventures of Kit Carson (Fernsehserie, sieben Folgen)
- 1953–1955: The Lone Ranger (Fernsehserie, vier Folgen)
- 1954: Der Sheriff ohne Colt (The Boy from Oklahoma)
- 1954: Eisenbahndetektiv Matt Clark (Stories of the Century, Fernsehserie, Folge 1x11)
- 1954: Pfeile in der Dämmerung (Arrow In the Dust)
- 1954: Johnny Guitar – Wenn Frauen hassen (Johnny Guitar)
- 1954–1957: Rin Tin Tin (The Adventures of Rin Tin Tin, Fernsehserie, vier Folgen)
- 1955: Mit stahlharter Faust (Man Without a Star)
- 1955: Das Komplott (Trial)
- 1955: Das gibt es nur in Kansas (The Second Greatest Sex)
- 1956: Giganten (Giant)
- 1956: Abenteuer im wilden Westen (Zane Grey Theater, Fernsehserie, Folge 1x09)
- 1956: Die Schwarze Peitsche (The Black Whip)
- 1957: Cheyenne (Fernsehserie, Folge 2x09)
- 1957: Dakota (The Oklahoman)
- 1957: Fluch der Gewalt (Trooper Hook)
- 1957: Sugarfoot (Fernsehserie, Folge 1x01)
- 1957: Maverick (Fernsehserie, Folge 1x07)
- 1958: Sturm über Texas (Terror in a Texas Town)
- 1959–1965: Tausend Meilen Staub (Rawhide, Fernsehserie, 103 Folgen)
- 1966: Country Boy
- 1967: Die Gewaltigen (The War Wagon)
- 1969: Twen-Police (The Mod Squad, Fernsehserie, Folge 2x09)
- 1976: Der Texaner (The Outlaw Josey Wales)
- 1984: Dollmaker – Ein Traum wird wahr (The Dollmaker, Fernsehfilm)
- 1985: Silverado
- 1986: Freiwurf (Hoosiers)
- 1988: Purple People Eater – Der kleine Lila Menschenfresser (Purple People Eater)
- 1990: Mord ist ihr Hobby (Murder, She Wrote, Fernsehserie, Folge 7x09)
- 2000: High Noon (Fernsehfilm)